# مخلاف خيوان
مخلاف خيوان أحد المخاليف اليمنية القديمة التي كان معمول بها في تسمية تقاسيم المناطق اليمنية قبل سيطرة العثمانيين على اليمن عام 1538 واحتلال بريطانيا لعدن عام 1839  ، خيوان بلدة عامرة من العصيمات ثم من حاشد .